# Listă de filme de comedie din anii 2010
Aceasta este o listă de filme de comedie din anii 2010.
| Titlu                               | Regizor                               | Distribuție                                                | Țara                                                                                                  | Note                   |
| ----------------------------------- | ------------------------------------- | ---------------------------------------------------------- | --- | ---------------------- |
| Barney's Version                    | Richard J. Lewis                      | Paul Giamatti, Dustin Hoffman, Rosamund Pike               | Canada · Italia                                                                                       | Comedie-dramă          |
| The Bounty Hunter                   | Andy Tennant                          | Jennifer Aniston, Gerard Butler, Giovanni Perez            | Statele Unite ale Americii                                                                            | [ 2 ]                  |
| Burke and Hare                      | John Landis                           | Simon Pegg, Andy Serkis, Isla Fisher                       | Regatul Unit al Marii Britanii și al Irlandei de Nord                                                 | [ 3 ]                  |
| Cannonball Wedlock                  | Koji Maeda                            | Yuriko Yoshitaka, Kenta Hamano, Ryo Kase                   | Japonia                                                                                               | Comedie-romantică      |
| Casino Jack                         | George Hickenlooper                   | Kevin Spacey, Barry Pepper, Jon Lovitz                     | Canada · Statele Unite ale Americii                                                                   | [ 5 ]                  |
| Cemetery Junction                   | Ricky Gervais, Stephen Merchant       | Christian Cooke, Felicity Jones, Tom Hughes                | Regatul Unit al Marii Britanii și al Irlandei de Nord                                                 | Comedie-dramă          |
| The Clink of Ice                    | Bertrand Blier                        | Jean Dujardin, Albert Dupontel                             | Franța                                                                                                | [ 7 ]                  |
| Cop Out                             | Kevin Smith                           | Bruce Willis, Tracy Morgan, Seann William Scott            | Statele Unite ale Americii                                                                            | [ 8 ]                  |
| Cyrano Agency                       | Kim Hyun-seok                         | Eom Tae-woong, Lee Min-jeong, Daniel Choi                  | Coreea de Sud                                                                                         | [ 9 ]                  |
| Cyrus                               | Jay Duplass, Mark Duplass             | John C. Reilly, Jonah Hill, Marisa Tomei, Catherine Keener | Statele Unite ale Americii                                                                            | Comedie-dramă          |
| Date Night                          | Shawn Levy                            | Steve Carell, Tina Fey, Mark Wahlberg                      | Statele Unite ale Americii                                                                            | [ 11 ]                 |
| Death at a Funeral                  | Neil LaBute                           | Keith David, Loretta Devine, Peter Dinklage                | Statele Unite ale Americii                                                                            | [ 12 ]                 |
| Despicable Me                       | Chris Renaud, Pierre Coffin           |                                                            | Statele Unite ale Americii                                                                            | [ 13 ]                 |
| Diary of a Wimpy Kid                | Thor Freudenthal                      | Zachary Gordon, Robert Capron, Rachael Harris              | Statele Unite ale Americii                                                                            | Comedie-pentru-familie |
| Dinner for Schmucks                 | Jay Roach                             | Steve Carell, Paul Rudd, Zach Galifianakis                 | Statele Unite ale Americii                                                                            | [ 15 ]                 |
| The Drummond Will                   | Alan Butterworth                      | Mark Oosterveen, Phillip James                             | Regatul Unit al Marii Britanii și al Irlandei de Nord                                                 | [ 16 ]                 |
| Due Date                            | Todd Phillips                         | Robert Downey, Jr., Zach Galifianakis, Jamie Foxx          | Statele Unite ale Americii                                                                            | [ 17 ]                 |
| Easy A                              | Will Gluck                            | Emma Stone, Penn Badgley, Amanda Bynes                     | Statele Unite ale Americii                                                                            | [ 18 ]                 |
| The Extra Man                       | Shari Springer Berman, Robert Pulcini | Paul Dano, Kevin Kline, Katie Holmes                       | Statele Unite ale Americii                                                                            | [ 19 ]                 |
| Flipped                             | Rob Reiner                            | Callan McAuliffe, Madeline Carroll, Rebecca De Mornay      | Statele Unite ale Americii                                                                            | [ 20 ]                 |
| Four Lions                          | Chris Morris                          | Rizwan Ahmed, Arsher Ali, Nigel Lindsay                    | Regatul Unit al Marii Britanii și al Irlandei de Nord                                                 | [ 21 ]                 |
| Foxy Festival                       | Lee Hae-young                         | Shin Ha-gyun, Eom Ji-won, Shim Hye-jin                     | Coreea de Sud                                                                                         | [ 22 ]                 |
| FUBAR 2                             | Michael Dowse                         | Dave Lawrence, Paul Spence, Andrew Sparacino               | Canada                                                                                                | [ 23 ]                 |
| Gallants                            | Derek Kwok, Clement Cheng             | Wong You-nam, Bruce Leung, Chen Kuan-Tai                   | Hong Kong                                                                                             | Comedie-acțiune        |
| Get Him to the Greek                | Nick Stoller                          | Jonah Hill, Russell Brand, Rose Byrne                      | Statele Unite ale Americii                                                                            | [ 25 ]                 |
| Going the Distance                  | Nanette Burstein                      | Drew Barrymore, Justin Long, Charlie Day                   | Statele Unite ale Americii                                                                            | [ 26 ]                 |
| Greenberg                           | Noah Baumbach                         | Ben Stiller, Greta Gerwig, Rhys Ifans                      | Statele Unite ale Americii                                                                            | Comedie-dramă          |
| Griff the Invisible                 | Leon Ford                             | Ryan Kwanten, Maeve Dermody, Marshall Napier               | Australia                                                                                             | Comedie-dramă          |
| Grown Ups                           | Dennis Dugan                          | Adam Sandler, Kevin James, Chris Rock                      | Statele Unite ale Americii                                                                            | [ 29 ]                 |
| Gulliver's Travels                  | Rob Letterman                         | Jack Black, Jason Segel, Emily Blunt                       | Statele Unite ale Americii                                                                            | [ 30 ]                 |
| Gunless                             | William Phillips                      | Paul Gross, Sienna Guillory, Dustin Milligan               | Canada                                                                                                | [ 31 ]                 |
| Hahaha                              | Hong Sang-soo                         | Kim Sang-kyung, Yoo Joon-Sang, Moon So-ri                  | Coreea de Sud                                                                                         | [ 32 ]                 |
| Happythankyoumoreplease             | Josh Radnor                           | Malin Akerman, Bram Barouh                                 | Statele Unite ale Americii                                                                            | [ 33 ]                 |
| Hatchet II                          | Adam Green                            | Kane Hodder, Danielle Harris, Tony Todd                    | Statele Unite ale Americii                                                                            | Comedie-horror         |
| Heartbreaker                        | Pascal Chaumeil                       | Romain Duris, Vanessa Paradis, Julie Ferrier               | Franța                                                                                                | [ 35 ]                 |
| Hello Stranger                      | Banjong Pisanthanakun                 | Chantavit Dhanasevi, Nuengthida Sophon, Varathaya Nilkooha | Thailanda                                                                                             | Comedie-romantică      |
| Here Comes the Bride                | Chris Martinez                        | Eugene Domingo, John Lapus, Tuesday Vargas                 | Filipine                                                                                              | [ 37 ]                 |
| Hospitalité                         | Koji Fukada                           | Kenji Yamauchi, Kiki Sugino, Kanji Furutachi               | Japonia                                                                                               | [ 38 ]                 |
| Hot Tub Time Machine                | Steve Pink                            | John Cusack, Rob Corddry, Craig Robinson                   | Statele Unite ale Americii                                                                            | [ 39 ]                 |
| How Do You Know                     | James L. Brooks                       | Reese Witherspoon, Paul Rudd, Owen Wilson                  | Statele Unite ale Americii                                                                            | [ 40 ]                 |
| It's Kind of a Funny Story          | Ryan Fleck, Anna Boden                | Keir Gilchrist, Zach Galifianakis, Emma Roberts            | Statele Unite ale Americii                                                                            | [ 41 ]                 |
| Jack Goes Boating                   | Philip Seymour Hoffman                | Philip Seymour Hoffman, Amy Ryan, Amy Ryan                 | Statele Unite ale Americii                                                                            | Comedie-dramă          |
| Jackass 3D                          | Jeff Tremaine                         | Johnny Knoxville, Bam Margera, Ryan Dunn                   | Statele Unite ale Americii                                                                            | [ 43 ]                 |
| Just Call Me Nobody                 | Kevin Chu                             | Xiao Shen Yang, Kelly Lin, Banny Chen                      | Taiwan · Republica Populară Chineză                                                                   | [ 44 ]                 |
| Just Wright                         | Sanaa Hamri                           | Common, Queen Latifah, Paula Patton                        | Statele Unite ale Americii                                                                            | Comedie-romantică      |
| Kaboom                              | Gregg Araki                           | Thomas Dekker, Haley Bennett, Chris Zylka                  | Statele Unite ale Americii                                                                            | [ 46 ]                 |
| The Kids Are All Right              | Lisa Cholodenko                       | Annette Bening, Julianne Moore, Mark Ruffalo               | Franța · Statele Unite ale Americii                                                                   | Comedie-dramă          |
| Kill Me Please                      | Olias Barco                           |                                                            | Belgia                                                                                                | [ 48 ]                 |
| Killers                             | Robert Luketic                        | Ashton Kutcher, Katherine Heigl, Tom Selleck               | Statele Unite ale Americii                                                                            | [ 49 ]                 |
| Knight and Day                      | James Mangold                         | Tom Cruise, Cameron Diaz, Peter Sarsgaard                  | Statele Unite ale Americii                                                                            | Comedie-acțiune        |
| Lapland Odyssey                     | Dome Karukoski                        | Timo Lavikainen, Pamela Tola, Kari Ketonen                 | Finlanda · Suedia · Republica Irlanda                                                                 | [ 51 ]                 |
| The Last Circus                     | Álex de la Iglesia                    | Carlos Areces, Antonio de la Torre, Carolina Bang          | Franța · Spania                                                                                       | [ 52 ]                 |
| Let the Bullets Fly                 | Jiang Wen                             | Chow Yun-Fat, Jiang Wen, Ge You                            | Republica Populară Chineză · Hong Kong                                                                | [ 53 ]                 |
| Life as We Know It                  | Greg Berlanti                         | Katherine Heigl, Josh Duhamel, Josh Lucas                  | Statele Unite ale Americii                                                                            | [ 54 ]                 |
| Little Big Soldier                  | Sheng Ding                            | Jackie Chan, Wang Lee Hom, Du Yuming                       | Republica Populară Chineză · Hong Kong                                                                | Comedie-acțiune        |
| Little Fockers                      | Paul Weitz                            | Robert De Niro, Ben Stiller, Owen Wilson                   | Statele Unite ale Americii                                                                            | [ 56 ]                 |
| Little White Lies                   | Guillaume Canet                       | François Cluzet, Marion Cotillard, Benoît Magimel          | Franța                                                                                                | Comedie-dramă          |
| Loose Cannons                       | Ferzan Ozpetek                        | Riccardo Scamarcio                                         | Italia · Turcia                                                                                       | [ 58 ]                 |
| Lottery Ticket                      | Erik White                            | Bow Wow, Brandon T. Jackson, Naturi Naughton               | Statele Unite ale Americii                                                                            | [ 59 ]                 |
| Love and Other Drugs                | Edward Zwick                          | Jake Gyllenhaal, Anne Hathaway, Oliver Platt               | Statele Unite ale Americii                                                                            | [ 60 ]                 |
| Love in a Puff                      | Pang Ho-cheung                        | Miriam Yeung, Shawn Yue                                    | Hong Kong                                                                                             | Comedie-romantică      |
| Love Scenario                       | Shoji Kokami                          | Kyoko Fukada, Ryoko Yoshizawa, Kippei Shiina               | Japonia                                                                                               | Comedie-romantică      |
| MacGruber                           | Jorma Taccone                         | Will Forte, Kristen Wiig, Ryan Phillippe                   | Statele Unite ale Americii                                                                            | [ 63 ]                 |
| Megamind                            | Tom McGrath                           |                                                            | Statele Unite ale Americii                                                                            | [ 64 ]                 |
| Middle Men                          | George Gallo                          | Luke Wilson, Giovanni Ribisi, Gabriel Macht                | Statele Unite ale Americii                                                                            | [ 65 ]                 |
| Morning Glory                       | Roger Michell                         | Harrison Ford, Rachel McAdams, Diane Keaton                | Statele Unite ale Americii                                                                            | [ 66 ]                 |
| Mr. Nice                            | Bernard Rose                          | Rhys Ifans, Chloë Sevigny, David Thewlis                   | Regatul Unit al Marii Britanii și al Irlandei de Nord                                                 | Crime comedy           |
| My Dear Desperado                   | Kim Kwang-sik                         | Park Joong-hun, Jeong Yu-mi, Park Weon-sang                | Coreea de Sud                                                                                         | Comedie-romantică      |
| The Names of Love                   | Michel Leclerc                        | Jacques Gamblin, Sara Forestier, Zinedine Soualem          | Franța                                                                                                | [ 69 ]                 |
| Nanny McPhee and the Big Bang       | Susanna White                         | Emma Thompson, Maggie Gyllenhaal, Rhys Ifans               | Regatul Unit al Marii Britanii și al Irlandei de Nord · Statele Unite ale Americii                    | [ 70 ]                 |
| Oki's Movie                         | Hong Sang-soo                         | Lee Sun-Gyun, Moon Sung-Keun, Jung Yu-mi                   | Coreea de Sud                                                                                         | Comedie-dramă          |
| The Other Guys                      | Adam McKay                            | Will Ferrell, Mark Wahlberg, Eva Mendes                    | Statele Unite ale Americii                                                                            | [ 72 ]                 |
| Our Family Wedding                  | Rick Famuyiwa                         | Forest Whitaker, America Ferrera, Carlos Mencia            | Statele Unite ale Americii                                                                            | [ 73 ]                 |
| Perfect Wedding                     | Barbara Wong                          | Miriam Yeung, Raymond Lam, Teresa Mo                       | Hong Kong                                                                                             | Comedie-romantică      |
| Petty Romance                       | Kim Joung-hoon                        | Lee Seon-gyun, Choi Gang-heui, Oh Jeong-se                 | Coreea de Sud                                                                                         | Comedie-romantică      |
| Piranha 3D                          | Alexandre Aja                         | Elisabeth Shue, Adam Scott, Jerry O'Connell                | Statele Unite ale Americii                                                                            | [ 76 ]                 |
| Please Give                         | Nicole Holofcener                     | Catherine Keener, Oliver Platt, Amanda Peet                | Statele Unite ale Americii                                                                            | [ 77 ]                 |
| Potiche                             | François Ozon                         | Catherine Deneuve, Gérard Depardieu, Fabrice Luchini       | Franța                                                                                                | [ 78 ]                 |
| Rare Exports                        | Jalmari Helander                      | Onni Tommita, Jorma Tommila, Per Christian Ellefsen        | Franța · Finlanda · Suedia                                                                            | [ 79 ]                 |
| Red                                 | Robert Schwentke                      | Bruce Willis, Morgan Freeman, John Malkovich               | Statele Unite ale Americii                                                                            | [ 80 ]                 |
| Rose War of Nana                    | Dai Xiaozhe                           | Xie Na, Lee Seung-hyeon, Jin Yitong                        | Republica Populară Chineză                                                                            | Comedie-romantică      |
| Rubber                              | Quentin Dupieux                       | Stephen Spinella, Jack Plotnick, Wings Hauser              | Franța                                                                                                | [ 82 ]                 |
| Scott Pilgrim vs. the World         | Edgar Wright                          | Michael Cera, Mary Elizabeth Winstead, Kieran Culkin       | Statele Unite ale Americii · Japonia · Regatul Unit al Marii Britanii și al Irlandei de Nord · Canada | [ 83 ]                 |
| The Seaside Motel                   | Kentaro Moriya                        | Toma Ikuta, Kumiko Aso, Takayuki Yamada                    | Japonia                                                                                               | [ 84 ]                 |
| Sex and the City 2                  | Michael Patrick King                  | Sarah Jessica Parker, Kim Cattrall, Cynthia Nixon          | Statele Unite ale Americii                                                                            | [ 85 ]                 |
| She's Out of My League              | Jim Field Smith                       | Jay Baruchel, Alice Eve, T.J. Miller                       | Statele Unite ale Americii                                                                            | [ 86 ]                 |
| Shrek Forever After                 | Mike Mitchell                         |                                                            | Statele Unite ale Americii                                                                            | [ 87 ]                 |
| Single Man                          | Hao Jie                               | Yang Zhenjun, Du Tianguang, Liang Yousheng                 | Republica Populară Chineză                                                                            | [ 88 ]                 |
| The Sorcerer's Apprentice           | Jon Turteltaub                        | Nicolas Cage, Jay Baruchel, Alfred Molina                  | Statele Unite ale Americii                                                                            | Comedie-aventură       |
| The Spy Next Door                   | Brian Levant                          | Jackie Chan, Amber Valletta, Madeline Carroll              | Statele Unite ale Americii                                                                            | [ 90 ]                 |
| Submarine                           | Richard Ayoade                        | Craig Roberts, Yasmin Paige, Sally Hawkins                 | Regatul Unit al Marii Britanii și al Irlandei de Nord                                                 | Comedie-dramă          |
| Super                               | James Gunn                            | Rainn Wilson, Ellen Page, Liv Tyler                        | Regatul Unit al Marii Britanii și al Irlandei de Nord · Statele Unite ale Americii                    | [ 92 ]                 |
| Super Player                        | Niu Chaoyang                          | Coco Sun, Xie Na, Vincent Chiao                            | Republica Populară Chineză                                                                            | [ 93 ]                 |
| Swinging with the Finkels           | Jonathan Newman                       | Martin Freeman, Mandy Moore, Jonathan Silverman            | Regatul Unit al Marii Britanii și al Irlandei de Nord                                                 | [ 94 ]                 |
| The Switch                          | Will Speck, Josh Gordon               | Jennifer Aniston, Jason Bateman, Patrick Wilson            | Statele Unite ale Americii                                                                            | [ 95 ]                 |
| Tamara Drewe                        | Stephen Frears                        | Gemma Arterton, Roger Allam, Bill Camp                     | Regatul Unit al Marii Britanii și al Irlandei de Nord                                                 | Comedie-dramă          |
| Tiny Furniture                      | Lena Dunham                           | Lena Dunham, Laurie Simmons, Grace Dunham                  | Statele Unite ale Americii                                                                            | Comedie-dramă          |
| Toy Story 3                         | Lee Unkrich                           |                                                            | Statele Unite ale Americii                                                                            | [ 96 ]                 |
| The Trip                            | Michael Winterbottom                  | Steve Coogan, Rob Brydon, Claire Keelan                    | Regatul Unit al Marii Britanii și al Irlandei de Nord                                                 | [ 98 ]                 |
| Tucker & Dale vs. Evil              | Eli Craig                             | Tyler Labine, Alan Tudyk, Katrina Bowden                   | Canada · Statele Unite ale Americii                                                                   | [ 99 ]                 |
| Valentine's Day                     | Garry Marshall                        | Julia Roberts, Emma Roberts, Anne Hathaway                 | Statele Unite ale Americii                                                                            | Comedie-romantică      |
| Vampires Suck                       | Jason Friedberg, Aaron Seltzer        | Matt Lanter, Chris Riggi, Ken Jeong                        | Statele Unite ale Americii                                                                            | [ 101 ]                |
| Winter Vacation                     | Li Hongqi                             | Bai Jungjie, Zhang Naqi                                    | Republica Populară Chineză                                                                            | [ 102 ]                |
| Yogi Bear                           | Eric Brevig                           | Dan Aykroyd, Justin Timberlake, Anna Faris, Tom Cavanagh   | Statele Unite ale Americii                                                                            | Comedie-pentru-familie |
| You Again                           | Andy Fickman                          | Kristen Bell, Jamie Lee Curtis, Sigourney Weaver           | Statele Unite ale Americii                                                                            | [ 104 ]                |
| You Will Meet a Tall Dark Stranger' | Woody Allen                           | Antonio Banderas, Josh Brolin, Anthony Hopkins             | Spania · Statele Unite ale Americii · Regatul Unit al Marii Britanii și al Irlandei de Nord           | Comedie-romantică      |

## 2011
| Titlu                               | Regizor                        | Distribuție                                          | Țara                                                                               | Note                   |
| ----------------------------------- | ------------------------------ | ---------------------------------------------------- | ---------------------------------------------------------------------------------- | ---------------------- |
| 30 Minutes or Less                  | Ruben Fleischer                | Jesse Eisenberg, Danny McBride, Aziz Ansari          | Statele Unite ale Americii                                                         | [ 106 ]                |
| 50/50                               | Jonathan Levine                | Joseph Gordon-Levitt, Seth Rogen, Anna Kendrick      | Statele Unite ale Americii                                                         | [ 107 ]                |
| Arthur                              | Mike Mills                     | Russell Brand, Helen Mirren, Greta Gerwig            | Statele Unite ale Americii                                                         | [ 108 ]                |
| Bad Teacher                         | Jake Kasdan                    | Cameron Diaz, Justin Timberlake, Jason Segel         | Statele Unite ale Americii                                                         | [ 109 ]                |
| Beach Spike                         | Tony Tang                      | Chrissie Chau, Theresa Fu, Jessica C                 | Hong Kong                                                                          | [ 110 ]                |
| Beginners                           | Mike Mills                     | Ewan McGregor, Christopher Plummer, Mélanie Laurent  | Statele Unite ale Americii                                                         | Comedie-dramă          |
| Big Mommas: Like Father, Like Son   | John Whitesell                 | Martin Lawrence, Brandon T. Jackson, Jessica Lucas   | Statele Unite ale Americii                                                         | [ 112 ]                |
| The Big Year                        | David Frankel                  | Steve Martin, Jack Black, Owen Wilson                | Statele Unite ale Americii                                                         | [ 113 ]                |
| Bridesmaids                         | Paul Feig                      | Kristen Wiig, Maya Rudolph, Rose Byrne               | Statele Unite ale Americii                                                         | [ 114 ]                |
| Blubberella'                        | Uwe Boll                       |                                                      |                                                                                    | [ 115 ]                |
| Bucky Larson: Born to Be a Star     | Tom Brady                      | Nick Swardson, Christina Ricci, Don Johnson          | Statele Unite ale Americii                                                         | [ 116 ]                |
| Carnage                             | Roman Polanski                 | Jodie Foster, Kate Winslet, Christoph Waltz          | Franța · Germania · Polonia · Spania · Statele Unite ale Americii                  | [ 117 ]                |
| Cars 2                              | John Lasseter                  |                                                      | Statele Unite ale Americii                                                         | Comedie-pentru-familie |
| Cedar Rapids                        | Miguel Arteta                  | Ed Helms, John C. Reilly, Anne Heche                 | Statele Unite ale Americii                                                         | [ 119 ]                |
| The Change-Up                       | David Dobkin                   | Ryan Reynolds, Jason Bateman, Leslie Mann            | Statele Unite ale Americii                                                         | [ 120 ]                |
| Crazy, Stupid, Love.                | John Requa, Glenn Ficarra      | Steve Carell, Ryan Gosling, Julianne Moore           | Statele Unite ale Americii                                                         | [ 121 ]                |
| Deadball                            | Yudai Yamaguchi                | Tak Sakaguchi, Mari Hoshino, Miho Ninagawa           | Japonia                                                                            | [ 122 ]                |
| Delhi Belly                         | Abhiney Deo                    | Imran Khan, Kunal Roy Kapoor, Vir Das                | India                                                                              | [ 123 ]                |
| The Descendants                     | Alexander Payne                | George Clooney, Shailene Woodley, Amara Miller       | Statele Unite ale Americii                                                         | Comedie-dramă          |
| Don't Go Breaking My Heart          | Johnny To, Wai Ka-fai          | Louis Koo, Daniel Wu, Gao Yuanyuan                   | Hong Kong · Republica Populară Chineză                                             | [ 125 ]                |
| The Dilemma                         | Ron Howard                     | Vince Vaughn, Kevin James, Christina Anthony         | Statele Unite ale Americii                                                         | [ 126 ]                |
| Dylan Dog: Dead of Night            | Kevin Munroe                   | Brandon Routh, Anita Briem, Sam Huntington           | Statele Unite ale Americii                                                         | Comedie-horror         |
| Flypaper                            | Rob Minkoff                    | Patrick Dempsey, Ashley Judd, Tim Blake Nelson       | Statele Unite ale Americii                                                         | [ 128 ]                |
| Friends with Benefits               | Will Gluck                     | Justin Timberlake, Mila Kunis, Patricia Clarkson     | Statele Unite ale Americii                                                         | [ 129 ]                |
| Fright Night                        | Craig Gillespie                | Anton Yelchin, Colin Farrell, Toni Collette          | Statele Unite ale Americii                                                         | Comedy horror          |
| From Prada to Nada                  | Angel Gracia                   | Camilla Belle, Alexa Vega, Wilmer Valderrama         | Mexic · Statele Unite ale Americii                                                 | [ 131 ]                |
| Gnomeo & Juliet                     | Kelly Asbury                   | James McAvoy, Emily Blunt, Ashley Jensen             | Regatul Unit al Marii Britanii și al Irlandei de Nord                              | [ 132 ]                |
| A Good Old Fashioned Orgy           | Alex Gregory, Peter Huyck      | Jason Sudeikis, Leslie Bibb, Lake Bell               | Statele Unite ale Americii                                                         | [ 133 ]                |
| The Green Hornet                    | Michel Gondry                  | Seth Rogen, Jay Chou, Cameron Diaz                   | Statele Unite ale Americii                                                         | [ 134 ]                |
| The Guard                           | John Michael McDonagh          | Brendan Gleeson, Don Cheadle, Rory Keenan            | Republica Irlanda                                                                  | [ 135 ]                |
| Hall Pass                           | Bobby Farrelly, Peter Farrelly | Owen Wilson, Jason Sudeikis, Jenna Fischer           | Statele Unite ale Americii                                                         | [ 136 ]                |
| The Hangover Part II                | Todd Phillips                  | Bradley Cooper, Ed Helms, Zach Galifianakis          | Statele Unite ale Americii                                                         | [ 137 ]                |
| Le Havre                            | Aki Kaurismäki                 | André Wilms, Kati Outinen, Jean-Pierre Darroussin    | Franța · Germania · Finlanda                                                       | [ 138 ]                |
| Hoodwinked Too! Hood vs. Evil       | Mike Disa                      |                                                      | Statele Unite ale Americii                                                         | [ 139 ]                |
| Horrible Bosses                     | Seth Gordon                    | Jason Bateman, Jason Sudeikis, Charlie Day           | Statele Unite ale Americii                                                         | [ 140 ]                |
| The Inbetweeners Movie              | Ben Palmer                     |                                                      | Regatul Unit al Marii Britanii și al Irlandei de Nord                              | [ 141 ]                |
| Jack and Jill                       | Dennis Dugan                   | Adam Sandler, Katie Holmes, Al Pachino               | Statele Unite ale Americii                                                         | [ 142 ]                |
| Johnny English Reborn               | Oliver Parker                  | Rowan Atkinson, Gillian Anderson, Rosamund Pike      | Regatul Unit al Marii Britanii și al Irlandei de Nord                              | [ 143 ]                |
| Jumping the Broom                   | Salim Akil                     | Angela Bassett, Paula Patton, Laz Alonso             | Canada · Statele Unite ale Americii                                                | [ 144 ]                |
| Just Go With It                     | Dennis Dugan                   | Adam Sandler, Jennifer Aniston, Nicole Kidman        | Statele Unite ale Americii                                                         | [ 145 ]                |
| Kung Fu Panda 2                     | Jennifer Yuh Nelson            |                                                      | Statele Unite ale Americii                                                         | Comedie-pentru-familie |
| Larry Crowne                        | Tom Hanks                      | Tom Hanks, Julia Roberts, Bryan Cranston             | Statele Unite ale Americii                                                         | Comedie-dramă          |
| Love in Space                       | Wing Shya, Tony Chan           | Aaron Kwok, Eason Chan, René Liu                     | Hong Kong · Republica Populară Chineză · Statele Unite ale Americii                | [ 148 ]                |
| Love Is Not Blind                   | Teng Huatao                    | Wen Zhang, Bai Baihe, Guo Jingfei                    | Republica Populară Chineză                                                         | Comedie-romantică      |
| Love Wedding Marriage               | Dermot Mulroney                | Mandy Moore, Kellan Lutz, James Brolin               | Statele Unite ale Americii                                                         | [ 150 ]                |
| Madea's Big Happy Family            | Tyler Perry                    | Isaiah Mustafa, Loretta Devine, Bow Wow              | Statele Unite ale Americii                                                         | Comedie-dramă          |
| Mars Needs Moms                     | Simon Wells                    |                                                      | Statele Unite ale Americii                                                         | Comedie-aventură       |
| Midnight in Paris                   | Woody Allen                    | Owen Wilson, Marion Cotillard, Rachel McAdams        | Spania · Statele Unite ale Americii                                                | [ 153 ]                |
| Monte Carlo                         | Thomas Bezucha                 | Selena Gomez, Leighton Meester, Katie Cassidy        | Statele Unite ale Americii                                                         | [ 154 ]                |
| Mr. Popper's Penguins               | Mark S. Waters                 | Jim Carrey, Carla Gugino, Angela Lansbury            | Statele Unite ale Americii                                                         | [ 155 ]                |
| The Muppets                         | James Bobin                    | Jason Segel, Amy Adams, Chris Cooper                 | Statele Unite ale Americii                                                         | [ 156 ]                |
| New Year's Eve                      | Garry Marshall                 | Michelle Pfeiffer, Zac Efron, Fiona Choi             | Statele Unite ale Americii                                                         | Comedie-dramă          |
| No Strings Attached                 | Ivan Reitman                   | Natalie Portman, Ashton Kutcher, Kevin Kline         | Statele Unite ale Americii                                                         | [ 158 ]                |
| Nothing to Declare                  | Dany Boon                      |                                                      | Franța                                                                             | [ 159 ]                |
| Our Idiot Brother                   | Jesse Peretz                   | Paul Rudd, Elizabeth Banks, Zooey Deschanel          | Statele Unite ale Americii                                                         | [ 160 ]                |
| Paul                                | Greg Mottola                   | Simon Pegg, Nick Frost, Jason Bateman                | Regatul Unit al Marii Britanii și al Irlandei de Nord · Statele Unite ale Americii | [ 161 ]                |
| Prom                                | Joe Nussbaum                   | Aimee Teegarden, Thomas McDonell, De'Vaughn Nixon    | Statele Unite ale Americii                                                         | [ 162 ]                |
| Quick                               | Jo Bum-gu                      | Lee Min-gi, Gang Ye-weon, Kim In-gweon               | Coreea de Sud                                                                      | Comedie-acțiune        |
| Scream 4                            | Wes Craven                     | Neve Campbell, Courteney Cox, David Arquette         | Statele Unite ale Americii                                                         | Comedie-horror         |
| Service Entrance                    | Philippe le Guay               | Fabrice Luchini, Sandrine Kiberlain, Natalia Verbeke | Franța                                                                             | [ 165 ]                |
| Slapstick Brothers                  | Hiroshi Shinagawa              | Ryuta Sato, Yusuke Kamiji, Satomi Ishihara           | Japonia                                                                            | [ 166 ]                |
| The Smurfs                          | Raja Gosnell                   |                                                      | Statele Unite ale Americii                                                         | [ 167 ]                |
| Something Borrowed                  | Luke Greenfield                | Kate Hudson, Ginnifer Goodwin, John Krasinski        | Statele Unite ale Americii                                                         | Comedie-dramă          |
| Spy Kids: All the Time in the World | Robert Rodriguez               | Jessica Alba, Joel McHale, Jeremy Piven              | Statele Unite ale Americii                                                         | Comedie-pentru-familie |
| Sunny                               | Kang Hyung-chul                | Yu Ho-jeong, Shim Eun-gyeong, Jin Hui-gyeong         | Coreea de Sud                                                                      | Comedie-dramă          |
| Take Me Home Tonight                | Michael Dowse                  | Topher Grace, Anna Faris, Dan Fogler                 | Statele Unite ale Americii                                                         | [ 171 ]                |
| Terri                               | Azazel Jacobs                  | Jacob Wysocki, John C. Reilly, Bridger Zadina        | Statele Unite ale Americii                                                         | Comedie-dramă          |
| Tous les soleils                    | Philippe Claudel               |                                                      | Franța                                                                             | [ 173 ]                |
| Tower Heist                         | Brett Ratner                   | Ben Stiller, Eddie Murphy, Casey Affleck             | Statele Unite ale Americii                                                         | [ 174 ]                |
| A Very Harold & Kumar Christmas     | Todd Strauss-Schulson          | John Cho, Kal Penn, Neil Patrick Harris              | Statele Unite ale Americii                                                         | [ 175 ]                |
| Win Win                             | Tom McCarthy                   | Paul Giamatti, Amy Ryan, Bobby Cannavale             | Statele Unite ale Americii                                                         | [ 176 ]                |
| Young Adult                         | Jason Reitman                  | Charlize Theron, Patton Oswalt, Patrick Wilson       | Statele Unite ale Americii                                                         | [ 177 ]                |
| Your Highness                       | David Gordon Green             | Danny McBride, James Franco, Rasmus Hardiker         | Statele Unite ale Americii                                                         | [ 178 ]                |
| Zookeeper                           | Frank Coraci                   | Kevin James, Rosario Dawson, Leslie Bibb             | Statele Unite ale Americii                                                         | [ 179 ]                |

## 2012
| Titlu                               | Regizor                       | Distribuție                                         | Țara                                   | Note    |
| ----------------------------------- | ----------------------------- | --------------------------------------------------- | -------------------------------------- | ------- |
| 21 Jump Street                      | Phil Lord, Christopher Miller | Jonah Hill, Channing Tatum, Brie Larson             | Statele Unite ale Americii             | [ 180 ] |
| L'Amour dure trois ans              | Frederic Beigbeder            | Louise Bourgoin                                     | Franța                                 | [ 181 ] |
| Any Questions For Ben?              | Rob Sitch                     | Josh Lawson                                         | Australia                              | [ 182 ] |
| Benvenuti al Nord                   | Luca Miniero                  |                                                     | Italia                                 | [ 183 ] |
| The Great Magician                  | Derek Yee                     | Tony Leung Chiu-wai, Lau Ching-wan, Zhou Xun        | Hong Kong · Republica Populară Chineză | [ 184 ] |
| Immaturi - Il viaggio               | Paolo Genovese                |                                                     | Italia                                 | [ 185 ] |
| Jeff Who Lives at Home              | Jay Duplass, Mark Duplass     | Jason Segel, Ed Helms, Susan Sarandon               | Statele Unite ale Americii             | [ 186 ] |
| Joyful Noise                        | Todd Graff                    | Queen Latifah, Dolly Parton, Keke Palmer            | Statele Unite ale Americii             | [ 187 ] |
| One for the Money                   | Julie Ann Robinson            | Katherine Heigl, Jason O'Mara, Daniel Sunjata       | Statele Unite ale Americii             | [ 188 ] |
| The Players                         | Various                       | Jean Dujardin, Geraldine Nakache, Geraldine Nakache | Franța                                 | [ 189 ] |
| Project X                           | Nima Nourizadeh               | Thomas Mann, Oliver Cooper, Jonathan Daniel Brown   | Statele Unite ale Americii             | [ 190 ] |
| This Means War                      | McG                           | Reese Witherspoon, Chris Pine, Tom Hardy            | Statele Unite ale Americii             | [ 191 ] |
| Tim and Eric's Billion Dollar Movie | Tim Heidecker, Eric Wareheim  | Tim Heidecker, Eric Wareheim, Zach Galifianakis     | Statele Unite ale Americii             | [ 192 ] |
| Wanderlust                          | David Wain                    | Paul Rudd, Jennifer Aniston, Justin Theroux         | Statele Unite ale Americii             | [ 193 ] |